# Aminu Umar
Aminu Umar (Abuja, 6 de março de 1995) é um futebolista profissional nigeriano que atua como atacante, atualmente defende o Osmanlıspor.

## Carreira
Umar fez parte do elenco da Seleção Nigeriana de Futebol nas Olimpíadas de 2016.